# Kanton Toulouse-13
Kanton Toulouse-13 (francouzsky Canton de Toulouse-13) je francouzský kanton v departementu Haute-Garonne v regionu Midi-Pyrénées. Tvoří ho dvě obce.

## Obce kantonu
- Colomiers
- Toulouse (čtvrtě Ancely a Saint-Martin du Touch)